# Nash 870 e 970
La 870 (Eight-Seventy) è stata un'autovettura prodotta dalla Nash Motors nel 1931. Nel model year 1932 fu rinominata Nash 970 (Nine-Seventy). Quest'ultima uscì poi di produzione nell'anno stesso.

## Storia
Il telaio, che era caratterizzato da un passo di 2.953 mm, lo ereditò dal modello antenato.
Il modello aveva installato un motore a otto cilindri in linea e valvole in testa da 3.723 cm³ di cilindrata avente un alesaggio di 73 mm e una corsa di 111,1 mm, che erogava 78 CV di potenza. La frizione era monodisco a secco, mentre il cambio era a tre rapporti. La trazione era posteriore. I freni erano meccanici sulle quattro ruote. Anche la meccanica derivava da quella del modello antenato.
La 870/970 era offerta in versione berlina due e quattro porte, coupé due porte e cabriolet due porte.
La vettura fu rinominata 970 il 1º giugno 1931 senza modifiche sostanziali. Venne solo lievemente aggiornata la linea. La 970 fu sostituita il 1º marzo 1932 dalla Standard Eight.